# Diecezja Chiquinquirá
Diecezja Chiquinquirá (łac. Dioecesis Chiquinquirensis, hisz. Diócesis de Chiquinquirá) – rzymskokatolicka diecezja ze stolicą w Chiquinquirá, w Kolumbii. Jest sufraganią archidiecezji Tunja.
W 2022 na terenie diecezji pracowało 72 zakonników i 125 sióstr zakonnych.
Na terenie diecezji znajdują się dwie bazyliki związanie z kultem Matki Bożej Różańcowej: w Chiquinquirá i w Moniquirá.

## Historia
26 kwietnia 1977 papież Paweł VI bullą Qui Divino Consilio erygował diecezję Chiquinquirá. Dotychczas wierni z tych terenów należeli do archidiecezji Tunja.
W lipcu 1986 diecezję odwiedził papież Jan Paweł II.

## Główne świątynie
- Katedra: Katedra Najświętszego Serca Pana Jezusa w Chiquinquirá
- Bazyliki mniejsze:
  - Bazylika Matki Boskiej Różańcowej w Chiquinquirá
  - Bazylika Matki Boskiej Różańcowej w Moniquirá

## Biskupi Chiquinquirá
- Alberto Giraldo Jaramillo PSS (1977 - 1983) następnie mianowany biskupem Cúcuty
- Alvaro Raúl Jarro Tobos (1984 - 1997) następnie mianowany ordynariuszem polowym Kolumbii
- Héctor Luis Gutiérrez Pabón (1998 - 2003) następnie mianowany biskupem Engativá
- Luis Felipe Sánchez Aponte (2004 - 2025)
- Ramón Alberto Rolón Güepsa (od 2025)

Mapa diecezji